# 短叶核果茶
短叶核果茶（学名：Pyrenaria garrettiana）为山茶科核果茶属下的一个种。

## 扩展阅读
- 維基物種上的相關：短叶核果茶